# إبراهيم العسيري يحيى
إبراهيم دحمان العسيري (مواليد 26 أكتوبر 1965) هو عداء مسافات متوسطة سعودي، مثّل بلاده في سباق 3000 متر موانع خلال الألعاب الأولمبية الصيفية 1996 التي أُقيمت في أتلانتا بالولايات المتحدة.

## المشاركة الأولمبية

### أتلانتا 1996
ألعاب القوى – 3000 متر موانع رجال
| الرُّتبة | المجموعة 3                      | الزمن   |
| ------ | ------------------------------- | ------- |
| 1.     | أنجيلو كاروسي (إيطاليا)         | 8:30.83 |
| 2.     | موسيس كيبتانوي (كينيا)          | 8:30.87 |
| 3.     | إبراهيم بولامي (المغرب)         | 8:30.97 |
| 4.     | ستيفن براند (ألمانيا)           | 8:31.18 |
| 5.     | مارك ديفيس (الولايات المتحدة)   | 8:31.25 |
| 6.     | كيث كولين (بريطانيا العظمى)     | 8:31.26 |
| 7.     | جيم سفينوي (النرويج)            | 8:31.30 |
| 8.     | كريس أنتانك (أستراليا)          | 8:31.86 |
| 9.     | فلاديمير جولياس (روسيا)         | 8:35.50 |
| 10.    | شادراك موغوتسي (جنوب إفريقيا)   | 8:46.24 |
| 11.    | إبراهيم العسيري يحيى (السعودية) | 8:46.37 |

مصدر:

## وصلات خارجية
- إبراهيم العسيري يحيى على موقع الاتحاد الدولي لألعاب القوى (الإنجليزية)
- إبراهيم العسيري يحيى على موقع أوليمبيديا (الإنجليزية)